# Gynoplistia (Gynoplistia) yanka
Gynoplistia (Gynoplistia) yanka is een tweevleugelige uit de familie steltmuggen (Limoniidae). De soort komt voor in het Australaziatisch gebied.